# Tjeckien i olympiska vinterspelen 2014
Tjeckien deltog med 88 aktiva under de olympiska vinterspelen 2014 i Sotji, Ryssland.

## Medaljer
| Tjeckien i vinter-OS 2014 Sotji | Tjeckien i vinter-OS 2014 Sotji                                    | Tjeckien i vinter-OS 2014 Sotji | Tjeckien i vinter-OS 2014 Sotji | Tjeckien i vinter-OS 2014 Sotji |
| Medaljer                        | Utövare                                                            | Sport                           | Gren                            |                                 |
| ------------------------------- | ------------------------------------------------------------------ | ------------------------------- | ------------------------------- | ------------------------------- |
| Guld                            | Eva Samková                                                        | Snowboard                       | Damernas boardercross           |                                 |
| Guld                            | Martina Sáblíková                                                  | Hastighetsåkning på skridskor   | Damernas 5 000 m                |                                 |
| Silver                          | Martina Sáblíková                                                  | Hastighetsåkning på skridskor   | Damernas 3 000 m                |                                 |
| Silver                          | Ondřej Moravec                                                     | Skidskytte                      | Herrarnas jaktstart             |                                 |
| Silver                          | Gabriela Soukalová                                                 | Skidskytte                      | Damernas masstart               |                                 |
| Silver                          | Ondřej Moravec Gabriela Soukalová Jaroslav Soukup Veronika Vítková | Skidskytte                      | Mixstafett                      |                                 |
| Brons                           | Jaroslav Soukup                                                    | Skidskytte                      | Herrarnas sprint                |                                 |
| Brons                           | Ondřej Moravec                                                     | Skidskytte                      | Herrarnas masstart              |                                 |